# Guadalupe, Arizona
Guadalupe je gradić u američkoj saveznoj državi Arizona. Prema popisu stanovništva iz 2010. u njemu je živjelo 5,523 stanovnika.